# 담론분석
담론분석 혹은 담화분석은 담론 현상의 인문학과 사회학적 분석에 대한 상위개념이다. 담론의 정의에 따라 분석에 대한 접근방법 또한 달라진다. 일반적으로 담론분석은 언어 행위와 언어 형식의 관계, 또한 언어 행위와 사회적 구조들, 특히 제도적 구조들과의 관계를 연구한다. 

## 참고 문헌
- 송경숙, 담화분석 대화 및 토론 분석의 실제, 한국문화사, 2002
- 김해연 외, 담화분석, 현대영어학총서 9, 종합출판ENG, 2016

## 같이 보기
- 담론
- 미셸 푸코
- 포스트모더니즘
- 탈구조주의